# Ga tàu điện ngầm Dworzec Gdański
Dworzec Gdański (Ga tàu Gdańsk) là ga trên Tuyến M1 của Tàu điện ngầm Warsaw, nằm ở phía nam của ga xe lửa Warszawa Gdańska, tại cầu cạn nằm trên phố Andersa đi qua đường Słomińskiego. Đây là một trong những trung tâm giao thông chính ở phía bắc thành phố Warsaw. Nó được khai trương vào ngày 20 tháng 12 năm 2003.
A-17 Dworzec Gdański, cái tên chính thức của ga, là một nhà ga tàu điện ngầm có hai tầng, với một sân ga trung tâm duy nhất nằm ở tầng bên dưới. Sân ga rộng 12 mét và dài 120 mét. Chiều dài tổng thể của nhà ga là 156 mét và chiều rộng là 20,4 mét. Cả hai đầu của nhà ga đều được trang bị thang cuốn và cầu thang, cũng như thang máy. Phòng trưng bày phía trên nhà ga bao gồm các cửa hàng, đồn cảnh sát và phòng vé. Nó cũng phục vụ cho một tuyến tàu điện ngầm (đường chui) dưới phố Słomińskiego.

Trung tâm giao thông thành phố bằng đường bộ bao gồm nhiều tuyến xe buýt (đô thị và ngoại ô) và một số trạm dừng xe điện. Một liên kết ngầm trực tiếp nối nơi đây với nhà ga đường sắt đã được mở vào tháng 2 năm 2011. 